# Robert Alexander Rankin
Robert Alexander Rankin (* 27. Oktober 1915 in Garlieston in Wigtownshire in Schottland; † 27. Januar 2001 in Glasgow) war ein britischer Mathematiker, bekannt für seine Arbeiten über Modulformen.

## Leben
Rankin war der Sohn des Pfarrers Oliver Shaw Rankin, der 1937 Theologie- und Literaturprofessors in Edinburgh wurde. Er studierte am Clare College der Cambridge University bei John Edensor Littlewood und Albert Ingham. 1937 machte er seinen Abschluss und wurde 1939 zum Fellow ernannt. Für seine Arbeiten über den Abstand aufeinanderfolgender Primzahlen erhielt er 1939 den Rayleigh-Preis. Im Zweiten Weltkrieg arbeitete er in Fort Halstead und in Wales an der theoretischen Ballistik von Raketen – er veröffentlichte die Ergebnisse, denen die britische Regierung keine große Priorität beimaß, nach dem Krieg in einem langen Aufsatz in den Philosophical Transactions of the Royal Society. Nach dem Krieg war er wieder in Cambridge, wo er 1948 Lecturer wurde. 1951 wurde er Mason-Professor an der Universität Birmingham und 1954 Professor an der University of Glasgow, wo er 1982 in den Ruhestand trat.
Rankin beschäftigte sich mit analytischer Zahlentheorie und Modulformen. 1939 entwickelte er die Rankin-Selberg-Methode in der Theorie der Modulformen (sie drückt die zugehörigen {\displaystyle L}-Funktionen als Integral über Eisensteinreihen aus), die nach ihm und Atle Selberg benannt ist. Sie spielt eine Rolle im Langlands-Programm. Er wurde auch stark von S. Ramanujans Manuskripten inspiriert, an deren ungelösten Problemen er kurz 1939 unter Hardy arbeitete, mit dem Ramanujan ursprünglich zwanzig Jahre vorher zusammengearbeitet hatte. 1995 veröffentlichte er mit Bruce Berndt Ramanujans Briefe.
1955 wurde er Mitglied der Royal Society of Edinburgh. 1987 erhielt er den Senior Whitehead Prize der London Mathematical Society und 1998 die De-Morgan-Medaille.
Er war seit 1942 verheiratet und hatte zwei Kinder. Rankin war auch ein versierter Orgelspieler und interessierte sich stark für die schottische keltische Sprache, das Gälisch (1957 war er Präsident der Glasgow Gaelic Society).

## Schriften
- The modular group and its subgroup, Madras, Ramanujan Institute, 1969.
- Modular forms and functions, Cambridge University Press 1977.
- An introduction to mathematical analysis, Dover 2007